# Lamprosema allocosma
Lamprosema allocosma là một loài bướm đêm trong họ Crambidae.